# Милош Ђорђевић
Милош Ђорђевић (Крагујевац, 20. јун 1976) српски je позоришни и филмски глумац и позоришни редитељ. Студирао је глуму на Академији уметности Универзитета у Новом Саду, а на филмском платну се први пут појавио 2002. године у филму Рингераја. Значајне улоге оставио је у серији Вратиће се роде и филму За краља и отаџбину. Члан је Народног позоришта у Београду од 2003. године, где је остварио велики број улога, а од 2019. је професор на Факултету савремених уметности где је шеф класе глуме уз редитеља Тадију Милетића.

## Биографија
Рођен је 20. јуна 1976. године у Крагујевцу. Након завршетка средњег школе у Крагујевцу, уписује и завршава глуму на Академији уметности Универзитета у Новом Саду, у класи професора Петра Банићевића. Поред факултета, Ђорђевић је завршио и нижу музичку школу, одсек клавир. Годину дана је био асистент на предмету технике гласа на Академији уметности Универзитета у Новом Саду, а снимио је и неколико радио драма за Радио Београд. Радио је синхронизације цртаних филмова за студије Голд диги нет, Лаудворкс и Соло.
Од 2000. до 2003. године био је стални члан Народног позоришта у Суботици. Од 1. фебруара 2003. године постаје члан Народног позоришта у Београду, где је остварио велики број улога и за исте био вишеструко награђиван. Остварио је и неколико улога у Академији 28, Звездара театру и у Carte Blanche театру у Београду.

Поред глумачког ангажмана на филмском платну и у позоришту, режирао је и две позоришне представе — Погрешан број (Театар "Карт бланш") и Дар (Установа културе "Вук Караџић"), за коју је добио Плакету за најбољу режију „Мирослав Беловић“ у оквиру Академско културно-уметничког друштва „Бранко Крсмановић“, 2017. године. Године 2019. на Факултету савремених уметности стиче звање доцента а 2024. године звање ванредног професора где предаје на предмету глума.
Ожењен је Миленом Ђорђевић која је такође глумица, а имају двоје деце — Јована и Уну.

## Филмографија
| Год.       | Назив                                | Улога                      |
| ---------- | ------------------------------------ | -------------------------- |
| 2000-е     |                                      |                            |
| 2002.      | Рингераја                            | Мали                       |
| 2005.      | Идеалне везе                         |                            |
| 2007.      | Премијер                             | Ђорђе Стојменовић          |
| 2007.      | Вратиће се роде                      | Сале Тегола                |
| 2009.      | Горки плодови                        | аукционар                  |
| 2010-е     |                                      |                            |
| 2011.      | Мешано месо                          | Ћирило                     |
| 2013−2014. | Драмска трилогија 1941—1945          | потпоручник Павле Месковић |
| 2013−2014. | Фолк                                 | Гага                       |
| 2014.      | Српска штампа                        | други гост                 |
| 2015.      | За краља и отаџбину                  | потпоручник Павле Месковић |
| 2015.      | Дансон (кратки филм)                 | Дансон                     |
| 2015.      | Андрија и Анђелка                    | конобар                    |
| 2016.      | Главом кроз зид                      | професор                   |
| 2017.      | Santa Maria della Salute (ТВ серија) | Петар Костић               |
| 2017.      | Сумњива лица                         | Зоки Муфлон                |
| 2017.      | Мамини синови                        | комшија Маџаревић          |
| 2019.      | Такси блуз                           | Попивода                   |
| 2019.      | Шифра Деспот                         | др Ђурић                   |
| 2019.      | Нек иде живот                        | инспектор                  |
| 2020-е     |                                      |                            |
| 2019-2020. | Преживети Београд                    | Ранко                      |
| 2020.      | Мочвара (ТВ серија)                  | Ђока                       |
| 2020-2021. | Златни дани                          | Николас Петронијевић Охоро |
| 2021.      | Азбука нашег живота                  | Петар                      |
| 2021.      | Адвокадо                             | др Жељко Варга             |
| 2021.      | Нечиста крв                          | владика Манасије           |
| 2021.      | У загрљају Црне руке                 | Јован Белимарковић         |
| 2020-2022. | Клан (ТВ серија)                     | Пикси                      |
| 2022.      | Било једном у Србији (ТВ серија)     | Топодупче                  |
| 2022.      | Камионџије д.о.о                     | Тровач                     |
| 2021-2023. | Авионџије                            | Миле                       |
| 2023.      | Муње опет                            | водитељ(ка)                |
| 2023.      | Даница                               | Даничин отац               |
| 2023.      | Тунел (ТВ серија)                    | Радован Вучевић Брка       |
| 2024.      | Радио Милева                         | Киза Кизаки                |
| 2024.      | Дрим тим (ТВ серија)                 | Бора Катастар              |
| 2024.      | V ефекат                             | Драган Предић              |
| 2024.      | Крунска 11                           | Лале                       |
| 2025       | Ургентни центар                      | Др Коста Дубовац           |

## Позоришне улоге
- Ноћ лудака у господској  улици - Иван
- Хеда Габлер - Јерген Тесман
- Учене жене - Трисотен
- Вишњик - Пећа Трофимов
- Слуга двају господара - Труфалдино
- Фауст I -Вагнер и Фауст II
- Госпођа министарка - Сима Поповић
- Тишина трезних - Јакаб
- Богојављенска ноћ - Андрија Маларија
- Декамерон - Николућо
- Тртмртживотилисмрт - Хамлет
- Фигарова женидба и развод – Фигаро
- Случај Војцек-Хинкеман – Власник шатре
- Пипи дуга чарапа - Тата
- Сексуалне неурозе наших родитеља – Дорин шеф
- Роналде, разуми ме – Парче
- Покојник – Миле
- Животињско царство- Петер, Лав
- Женидба – Кочкарјов
- Рибарске свађе – Иванко
- Покондирена тиква- Јован
- Покојник - Миле
- Важно је звати се Ернест - Алџернон Монкриф
- Мизантроп - Клитандар
- Бизарно - Воја, Милан, Бикса
- На дну - Барон
- Сирано - Сирано / Монфлери
- Удај се мушки - Рубеола
- Ричард Трећи - Хастингс
- Сумњиво лице - Алекса Жуњић
- Огвожђена - Драган
- Боливуд - првак глумишта[8]

## Награде и признања
- Глумац сезоне 2001 — 2002. године Народног позоришта у Суботици[2]
- Глумац сезоне 2002 — 2003. године Народног позоришта у Суботици
- Награда за најбољег глумца на фестивалу “Позориште звездариште” 2010. године
- Јавна Похвала, по одлуци Управног одбора, за резултате у раду од изузетног и посебног значаја за успешну активност Народног позоришта у Београду за сезону 2010/2011.[2]
- Награда Народног позоришта "Петар Банићевић", за исказан висок професионализма у послу и односу према Народном позоришту. Ђорђевић је ово признање добио за улоге Драгана у представи „Огвожђена“ и Воје, Милана и Биксе у драми „Бизарно“, 2014. године.[9]
- Јавна Похвала за резултате у раду од изузетног и посебног значаја за успешну активност Народног позоришта у Београду, за сезону 2015/2016
- Статуета " Златни Ћуран" за најбоље глумачко остварење на 46. Данима комедије у Јагодини, за улогу Рубеоле у представи "Удај се мушки", у продукцији Центра за интерактивну уметност Београд, 2017. године.[10]
- Плакета за најбољу режију „Мирослав Беловић“, за представу „Дар“, 2017. године[11]
- Награда „Зоранов брк“ на 26. „Данима Зорана Радмиловића“ у Зајечару, за улогу Алексе Жуњића у представи „Сумњиво лице", 2017. године.[12]